# John R. Porter
Pour les articles homonymes, voir John Porter et Porter.
John Robert Porter, né à Lévis (Québec, Canada) le 28 avril 1949, est un historien de l’art, un muséologue et un professeur québécois. Il a notamment été directeur général du Musée national des beaux-arts du Québec (MNBAQ) de 1993 à 2008. Il entreprend ensuite un mandat de commissaire de l’agrandissement du MNBAQ et de président du conseil d’administration de la Fondation de MNBAQ. Il quitte ses fonctions suivant l’inauguration du pavillon Pierre Lassonde en 2016.

## Biographie
John R. Porter est détenteur d’un doctorat de l’Université de Montréal (1981) et mène une double carrière dans le domaine des musées et de l’enseignement de l’histoire de l’art depuis 1971. Conservateur adjoint à la Galerie nationale du Canada (l’actuel Musée des beaux-arts du Canada) de 1972 à 1978, il entre ensuite à l’Université Laval, à Québec, où il devient tour à tour professeur assistant, adjoint, agrégé et titulaire. De 1986 à 1989, il est directeur du CÉLAT, un centre de recherche multidisciplinaire de la Faculté des Lettres. À compter de 1990, et ce, durant trois ans, il assume les responsabilités de conservateur en chef du Musée des beaux-arts de Montréal, parallèlement à ses fonctions universitaires. Il a été directeur général du Musée national des beaux-arts du Québec, à Québec, de 1993 à 2008, un record de longévité à ce poste. Depuis, il agit à titre de commissaire du projet d’agrandissement du MNBAQ, tout en assumant la présidence du conseil d’administration de sa Fondation. Il œuvre également à titre de président du conseil d’administration de l’Université Laval et comme fiduciaire de la Fondation du patrimoine de Gilles Vigneault.
Au gré de sa fructueuse carrière, John R. Porter s’est distingué par la polyvalence de ses travaux, l’ampleur de ses réalisations, la qualité des professionnels qu’il a formés, l’importance de sa contribution à la muséologie québécoise et son apport exceptionnel à la mise en valeur du patrimoine artistique du Québec, du XVIIe siècle à nos jours.

## Publications, expositions et réalisations
Ses ouvrages de synthèse, monographies, catalogues, articles, projets de recherche, expositions, séminaires et conférences ont largement contribué au développement des connaissances, au rayonnement de l’art du Québec ainsi qu’au renouvellement des pratiques dans les musées d’art. Le nom de John R. Porter est associé à quelque 125 ouvrages et catalogues d’expositions (375 notices), à 170 articles et essais, à 37 rapports, à plus de 100 communications, à des centaines d’entrevues, sans oublier les efforts déployés afin que soient restaurées de nombreuses œuvres d’art ayant une grande importance patrimoniale. Encore aujourd’hui, il a plusieurs publications en chantier.
Comme historien de l’art, John R. Porter a fait des découvertes importantes dans le domaine de la peinture, de la sculpture, des métiers d’art et du mobilier ancien. Pionnier, il a exploré des facettes longtemps méconnues mais essentielles du patrimoine québécois. Parmi ses ouvrages et articles à caractère scientifique, il faut signaler Calvaires et croix de chemins du Québec (1973), Le Calvaire d’Oka (1974), L’art de la dorure au Québec (1975), Joseph Légaré 1795-1855 / L’œuvre (1978), L’Annonciation dans la sculpture au Québec (1979), La sculpture ancienne au Québec : trois siècles d’art religieux et profane (1986), Questions d’art québécois (1987), « Le refus de la nostalgie » (dans Tendances de la muséologie au Québec (1992), La Collection Riopelle du Musée du Québec. Histoire brève et morceaux choisis (2002) et La collection du Musée national des beaux-arts du Québec. Une histoire de l’art du Québec (2004), sans oublier sa participation déterminante à de nombreux catalogues, dont Le Grand Héritage / L’Église catholique et les arts au Québec (1984), La peinture au Québec 1820-1850 (1991), Québec plein la vue (1994), Le retour des trésors polonais (2001), Louis-Philippe Hébert 1850-1917. Sculpteur national (2001), Les Génies de la mer (2001-2002), Copyright Rubens. L’Art du grand imagier (2004-2005), Hommage à Jean Paul Lemieux, Antoine Plamondon (1804-1895) (2005) et Québec, une ville et ses artistes (2008), présentées par le Musée national des beaux-arts du Québec (MNBAQ).
Comme muséologue, John R. Porter a été commissaire d’une quinzaine d’expositions. Parmi celles-ci, il faut signaler Un art de vivre, le meuble de goût à l’époque victorienne au Québec, qui fut présentée au Musée des beaux-arts de Montréal et au Musée de la civilisation de Québec, et dont le monumental ouvrage d’accompagnement (528 pages) fut salué par des critiques enthousiastes au Canada comme à l’étranger. Sous sa gouverne, le MNBAQ a présenté 229 expositions et procédé à l’acquisition de près de 14 000 œuvres et objets d’art, dont 298 pièces de Jean-Paul Riopelle, y compris l’immense triptyque intitulé L’Hommage à Rosa Luxemburg, qui, depuis mai 2000, est au cœur d’une salle permanente consacrée à cet artiste de réputation internationale. John R. Porter est aussi à l’origine de la plus importante acquisition de l’histoire du Musée, à savoir les 2 635 pièces de la fabuleuse Collection d’art inuit Brousseau. Sous sa direction, le nombre d’artistes représentés dans la collection du MNBAQ est passé de 2 326 à 3 775 (au 31 mars 2008). On doit également à son initiative l’acquisition de la Maison Alfred-et-Madeleine-Pellan à Laval en 2006 et, dans la foulée, le legs de 1 630 œuvres de Pellan d’une valeur de 7 M$ en 2010. Dans un souci d’accessibilité et de partage, il a lancé un programme soutenu d’expositions itinérantes dans toutes les régions du Québec ainsi qu’au Canada (sous son directorat : 141 présentations dans 93 lieux).
À titre de directeur général du Musée national des beaux-arts du Québec, John R. Porter a su enrichir la programmation de cette institution nationale par des expositions mémorables qui ont mis en valeur la production de plusieurs grands artistes québécois. De Louis Mulhstock (1995) à Fernand Leduc et Clarence Gagnon (2006), en passant par les Jean-Paul Riopelle, Ozias Leduc, Jean-Baptiste Côté et Alfred Pellan (1996), Cornelius Krieghoff, Marian Dale Scott, Irene F. Whittome, Ulysse Comtois, Henri Hébert et Madeleine Arbour (2000) ainsi que Massimo Guerrera et Marc-Aurèle de Foy Suzor-Coté (2002), tous furent mis en lumière grâce à John R. Porter et toutes ces expositions ont donné lieu à des publications permettant d’accroître de façon durable et déterminante le rayonnement du patrimoine artistique du Québec au Canada et à l’étranger. Il en a été de même pour d’autres éléments de programmation portant sur des artistes comme Micheline Beauchemin, Marc-Aurèle Fortin ou Napoléon Bourassa qui furent planifiés par John R. Porter avant son départ du Musée.
Sur la scène internationale, John R. Porter a développé des partenariats avec plusieurs pays et initié la présentation d’expositions de grande qualité, dont De Gaudì à Tàpies. Maîtres catalans du XXe siècle (1996), James Tissot. Les beautés de la vie moderne (1999-2000), Le Retour des trésors polonais (2001), Les Génies de la mer (2001-2002), Bourdelle (2002), Marquet au fil de l’eau (2003), De Millet à Matisse (2004), Picasso et la céramique (2004), Charles Cordier, sculpteur (2004), Copyright Rubens (2004-2005), Camille Claudel et Rodin (2005), De Caillebotte à Picasso (2006-2007), L’univers baroque de Fernando Botero (2007), De Cranach à Monet (2007), La joie de vivre : Picasso au Château d’Antibes (2007-2008), Paris 1900 : collections du Petit Palais (2007-2008) et Le Louvre à Québec. Les arts et la vie (2008). John R. Porter a été responsable de la remarquable exposition Rodin à Québec (1998) qui devait remporter un succès populaire sans précédent : 524 273 visiteurs, soit un record absolu dans l’histoire du MNBAQ. Unanimement saluée par la critique, cette manifestation a attiré un grand nombre de Québécois enthousiastes ainsi que des visiteurs venus de partout au Canada et aux États-Unis. L’exposition a remporté une douzaine de reconnaissances, dont le Prix d’excellence de la Société des musées du Québec et celui de l’Association des musées canadiens dans la catégorie « gestion muséale ». Rodin à Québec fut l’exposition d’œuvres d’art la plus fréquentée dans le monde en 1998. Elle aura également permis de mettre en perspective une part significative de la production du sculpteur québécois Alfred Laliberté. En 1998-1999, le Musée a accueilli pas moins de 677 870 visiteurs, établissant un record inégalé de fréquentation annuelle pour un musée d’art au Québec au XXe siècle. Enfin, la fréquentation du Musée a connu une croissance soutenue de 1993 à 2008, totalisant plus de 4 millions de visiteurs.

## Honneurs et distinctions
John R. Porter a reçu plus d’une trentaine de prix et distinctions à titre d’historien de l’art et de muséologue. Chevalier de l’Ordre des Arts et des Lettres de la République française (1998) et de l’Ordre national du Québec (2002), il a été nommé Chevalier de l’Ordre de la Légion d’honneur par le président de la République française, le 24 juin 2003. En octobre de la même année, il recevait trois nouvelles distinctions, à savoir la médaille Gloire de l'Escolle de l’Association des diplômés de l’Université Laval, un doctorat honorifique de l’Université du Québec à Montréal et le prix Carrière de la Société des musées québécois. Récipiendaire, en novembre 2004, du prix Gérard-Morisset, la plus haute distinction accordée par le gouvernement du Québec dans le domaine du patrimoine, il a été élu membre de l’Académie des lettres et des sciences humaines de la Société royale du Canada en 2005. L’année suivante, il recevait successivement le nouveau Prix de service méritoire de l’Association des musées canadiens et la Médaille de l’Académie royale des arts du Canada. En 2007, il a été nommé « Personnalité de la semaine » par le quotidien de Montréal La Presse et « Lauréat de Québec » par le quotidien de Québec Le Soleil, en plus de recevoir les insignes de l’Ordre de la Pléiade pour souligner son apport à la Francophonie internationale et au dialogue des cultures. Au terme de son mandat comme directeur général, le conseil d’administration du MNBAQ l’a nommé « directeur honoraire » en reconnaissance de ses réalisations exceptionnelles de 1993 à 2008. La même année, il recevait la Médaille du Centre Jacques Cartier de Lyon et la Médaille du 400e anniversaire de la ville de Québec à titre de personnalité marquante de la programmation associée aux célébrations de 2008, sans oublier le prix Hommage de l’Institut d’administration publique du Québec. Le 20 mai 2010, il a été promu Officier dans l’Ordre des Arts et des Lettres de la République française et en septembre, il recevait le Prix d’honneur de la Société des relations internationales de Québec (SORIQ). M. Porter a été élu à l’Académie des Grands Québécois en avril 2010 pour souligner son apport à la vie culturelle dans la capitale. Le 8 mai 2012, il recevait la Médaille d’honneur de l’Assemblée nationale du Québec. En 2018, il était nommé Compagnon de l'Ordre des arts et des lettres du Québec, une distinction remise par le Conseil des arts et des lettres du Québec. 

## Citations
- « Il faut de la conviction, une vision et des porteurs de dossier pour assurer la continuité. Les projets qui marchent sont ceux qui sont tenus de bout en bout par des gens de conviction. »
- « Si l'on croit à l'importance de la conservation du patrimoine, il faut être prêt à montrer, à expliquer et à convaincre. »